# 岩崎匡浩
岩崎 匡浩（いわさき まさひろ、1985年10月1日 - ）は日本の男性声優、俳優。

## 略歴
- 島根県出身[2]。血液型 B型[2]。
- アミューズメントメディア総合学院卒業[2]。声優ユニット「男性声優集団be-Vies」のメンバー[1]。
- 以前は株式会社マルチックアイ[3]、有限会社ラディクスに所属していた。
- 現在は、劇団 東京スピカ(2010年入団[2])に所属している。

## 出演作品

### テレビアニメ
2006年
- GEKIFU 妖逆門（ぷれい屋D、ぷれい屋A、吐火烏帽子1、磁鉱蛮B、シュムナ、優勝者の男の子B）

2007年
- ショートDEアニメ魂「猫ラーメン」（新人バイト(ピエール)、占い師、フランスシェフ）
- GEKIFU 妖逆門（イエヤス、風童子）

### ナレーション
- 純子と涼のアシタヘストライク!（文化放送）※アシタヘニュースヘッドライン

### 舞台
- 劇団 東京スピカ
  - 第1回公演「paradox」
  - 第2回公演「嗚呼、落葉樹の街に雨の降る」
  - 第3回公演「My Lovly Library」
  - 第4回公演「こいびとしばい」
  - 第5回公演「話半分」
  - 新人公演「バンク・バン・レッスン」
  - 第6回公演「弓道ガールズ」

- 男性声優集団be-Vies
  - 第1回公演『「誠」新選組』 -　永倉新八 役
  - 第2回公演『Vie Durantシリーズ LR』 -　ミケーレ 役
  - 第3回公演『MIBURO-壬生狼-』 -　近藤勇 役
  - 第4回公演『ロミオの青い空〜もうひとつの空〜』 -　タキオーニ 役

- ミュージカル
  - 「サロメ」 -　新聞記者 役 ほか
  - 「美女と野獣」 -　ガストン 役 ほか
  - 「森の迷い子たち」 -　茨 役 ほか
  - 「風物語」 -　冬の風 役 ほか